# エル・ムラディア宮殿
エル・ムラディア宮殿(アラビア語: قصر المرادية、フランス語: palais d'El Mouradia ) は、アルジェリア大統領の官邸および公邸。

## 歴史
エル・ムラディア宮殿は1978年に完成し、歴代のアルジェリア大統領の官邸・公邸として使用されている。

## 宮殿内
宮殿内には大統領の執務室、会議室、大統領および家族の住居スペースが設置されている。